# Fujikawaguchiko
Fujikawaguchiko (富士河口湖町, Fujikawaguchiko-machi) est un bourg du district de Minamitsuru, dans la préfecture de Yamanashi, au Japon.

## Géographie

### Situation
Fujikawaguchiko est situé dans le sud de la préfecture de Yamanashi, au pied du mont Fuji.

### Municipalités limitrophes
| Kōfu       | Fuefuki         | Ōtsuki              |
| Minobu     | Fujikawaguchiko | Nishikatsura, Tsuru |
| Fujinomiya | Narusawa        | Fujiyoshida         |

### Démographie
Au 1er juin 2019, la population de Fujikawaguchiko s'élevait à 25 384 habitants répartis sur une superficie de 158,51 km2. Elle était de 27 059 habitants au 1er juin 2024.

### Hydrographie
Trois des Fujigoko sont situés à Fujikawaguchiko : les lacs Kawaguchi, Sai et Shōji. Le lac Motosu est en partie sur le territoire du bourg.

## Histoire
Le bourg de Fujikawaguchiko a été créé le 15 novembre 2003, de la fusion de l'ancien bourg de Kawaguchiko avec les anciens vialles de Katsuyama et Ashiwada.

## Transports
Fujikawaguchiko est deservi par la ligne Fujikyuko de la compagnie Fujikyu. La gare de Kawaguchiko est la principale gare du bourg.